# Uradiophora maetzi
Uradiophora maetzi is een soort in de taxonomische indeling van de Myzozoa, een stam van microscopische parasitaire dieren. Het organisme komt uit het geslacht Uradiophora en behoort tot de familie Uradiophoridae. Uradiophora maetzi werd in 1912 ontdekt door Theodorides & Desportes.